# ムサ・エンディアイェ (2002年生のサッカー選手)
ムサ・エンディアイェ（Moussa N'Diaye、2002年6月18日 - ）はセネガルのサッカー選手。ポジションはDF。RSCアンデルレヒト所属。

## 経歴

### クラブ
左サイドバックとセンターバックでプレーする。2020年、FCバルセロナBと契約を結んだ。2022年にはRSCアンデルレヒトと3年契約を結んだ。

### 代表
セネガルU-20代表の招集を受け、2019 FIFA U-20ワールドカップに出場した。2022年11月、サディオ・マネの2022 FIFAワールドカップ欠場を受けて、本大会メンバーに追加招集された。

## 代表歴

### 出場大会
- セネガル代表
  - 2002 FIFAワールドカップ